# Île de la Tortue
Pour les articles homonymes, voir île de la Tortue (homonymie).

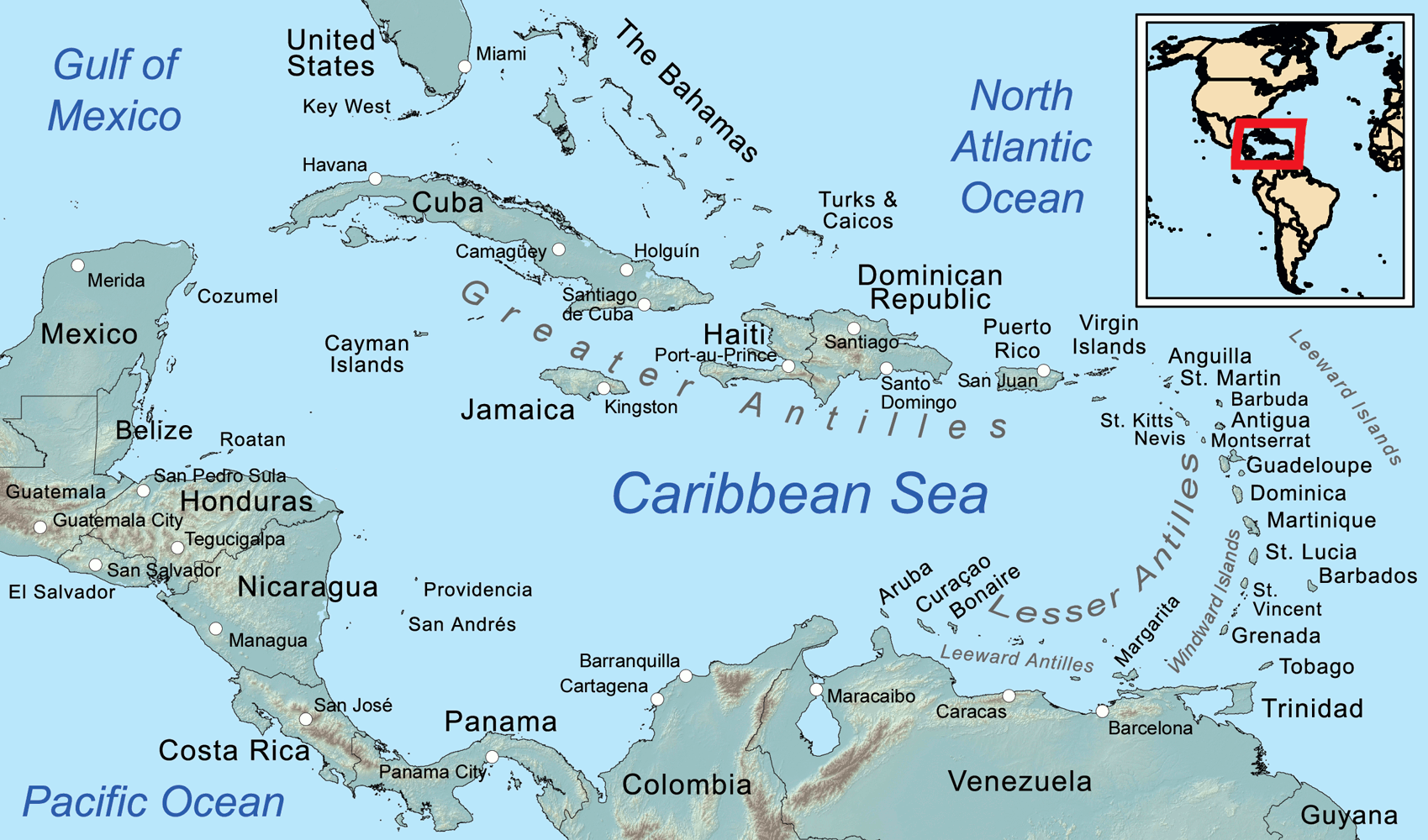
Espace caraïbe

L'île de la Tortue (en créole haïtien : Zilè Latòti) est une île de l'océan Atlantique, située au nord-ouest d'Hispaniola. Elle constitue une commune d'Haïti dépendant du département du Nord-Ouest et de l'arrondissement de Port-de-Paix.
Nommée du fait de sa forme Tortuga de mar (« Tortue de mer ») par Christophe Colomb, cette île des Antilles constitue un bastion pour les flibustiers et boucaniers qui écument les Caraïbes au XVIIe siècle et est le premier territoire de Saint-Domingue colonisé par la France.

## Géographie
Longue de 37 km sur 6,7 km de large, soit une superficie de 178 km2, l'île se trouve à 7,4 km au large de la ville de Saint-Louis-du-Nord et à 8,2 km au nord de Port-de-Paix. Elle est séparée de ces deux cités par un bras de mer, le canal de la Tortue.

### Géologie
Bien qu'à sa proximité immédiate, l'île de la Tortue fait partie d'un bloc tectonique distinct du reste d'Hispaniola. Son relief est très accidenté avec une crête centrale, des terrasses au nord, un sol sableux et limoneux sur les côtes et argilo-acide sur les hauteurs qui atteignent 450 mètres. La côte sud présente des plages et des récifs.

### Littoral
L'île de la Tortue possède au nord une côte comportant des falaises battues par la houle océanique et rendues si inaccessibles qu'on appela ce littoral inhospitalier la « Côtes-de-Fer ». Sa côte sud « sous le vent » offre d'excellents refuges bien abrités, dont la rade de Basse-Terre, et de magnifiques plages. L'une d'elles, « La Pointe-Ouest », a été désignée par la revue de tourisme Condé Nast, comme l'une des dix plus belles plages des Caraïbes.

## Démographie
La commune est peuplée de 35 347 habitants (recensement par estimation de 2009).

## Histoire
L'île de la Tortue est le premier territoire colonisé de Saint Domingue par la France. Les Espagnols étaient alors fortement présents sur la partie orientale de l'île principale (Hispaniola), mais par contre faiblement présents (voire inexistants) sur la partie occidentale et la Tortue.
L'histoire coloniale de la Tortue comporte deux grandes périodes, les XVIIe et XVIIIe siècles : 
- le XVIIe siècle est l'âge d'or de la flibuste dont la Tortue devient la capitale régionale. Bertrand d'Ogeron de La Bouëre en est le gouverneur dans la seconde moitié du XVIIe siècle ;
- le XVIIIe siècle est marqué par un déclin relatif, face à la « Grande Île » devenue française par le traité de Ryswick en 1697. L'île de la Tortue sert alors surtout de refuge pour la qualité de son climat réputé sain, et pour sa sécurité lors de la période révolutionnaire (c'est là que Charles Victoire Emmanuel Leclerc décède en 1802) ;
- l'île de la Tortue est restituée par les Français à la république d'Haïti, sous Charles X, en 1826.

## Économie

### Potentiel touristique
Avec sa géologie, ses sites naturels, ses plages, ses récifs, ses montagnes, ses vestiges historiques et culturels, son histoire de boucaniers et de flibustiers, l'île a un grand potentiel touristique. Elle dispose également de terres argileuses qui se prêteraient facilement à la fabrication de poteries et de briques entrant dans la construction de maisons et d'autres ouvrages d'art.

## Administration
La commune est composée des sections communales de :
- Pointe des Oiseaux ;
- Mare Rouge.

## Personnalités liées à l'île de la Tortue
- Anne Dieu-le-veut (Gourin, 1661 - Cap-Haïtien, 1710), pirate française a vécu sur l'île avec son époux le flibustier et corsaire hollandais Laurent de Graff ;
- Charles Victoire Emmanuel Leclerc (Pontoise, 1772 - île de la Tortue, 1802), général français, époux de Pauline Bonaparte (sœur du Premier Consul Napoléon Bonaparte, futur empereur), commandant en chef de l'expédition de Saint-Domingue ;
- Alexandre-Olivier Exquemelin, chirurgien ayant vécu sur l'île de la Tortue et auteur d'une Histoire des aventuriers et boucaniers, 1678, Amsterdam ;
- Roger Riou[3], prêtre montfortain ayant œuvré sur l'île de la Tortue de 1949 à 1969 dans des projets humanitaires. Ceux-ci continuent à être mis en place par l'association Roger Riou[4].

## Dans les médias
- En septembre 2004, à la suite du passage de l'ouragan Jeanne, les médias internationaux (y compris français) ont annoncé pendant plusieurs jours que l'île de la Tortue avait disparu. L'île avait effectivement été inondée, mais elle n'a jamais été engloutie. Elle a néanmoins souffert de dégâts très importants[5]

## Dans la culture

### Cinéma
- L'île est un des lieux de l'intrigue dans le film Capitaine Blood (1935) de Michael Curtiz.
- Au cinéma, dans la série de films Pirates des Caraïbes, Tortuga est une île hors-juridiction où les pirates peuvent mouiller sans inquiétude. Les bagarres et le stupre y sont monnaie courante.
- Le film Les Naufragés de l'île de la Tortue de Jacques Rozier fait référence à l'île même si le tournage du film a été réalisé en Guadeloupe et en Dominique[6].
- Animation : La Famille Pirate, dessin animé, 40 épisodes (1999–2004) s'inspire du nom de cette île.

### Jeux-vidéos
- Dans le jeu vidéo Sid Meier's Pirates!, Tortuga est un comptoir français où il est possible de faire escale.
- Dans le jeu vidéo Assassin's Creed IV Black Flag, Tortuga est une des îles secondaires se trouvant à l'Est de la carte où l'on peut trouver un entrepôt.

### Musique
- Dans la musique, Alestorm sort le 23 avril 2020 sa chanson Tortuga, issue de l'album Curse of the Crystal Coconut, sorti le 29 mai 2020.